# SEV
A SEV Feröer villamosenergia-termelő és -elosztó társasága. Tulajdonosai Feröer községei, amelyek valamennyien érdekeltek a társaságban.

## Történelem

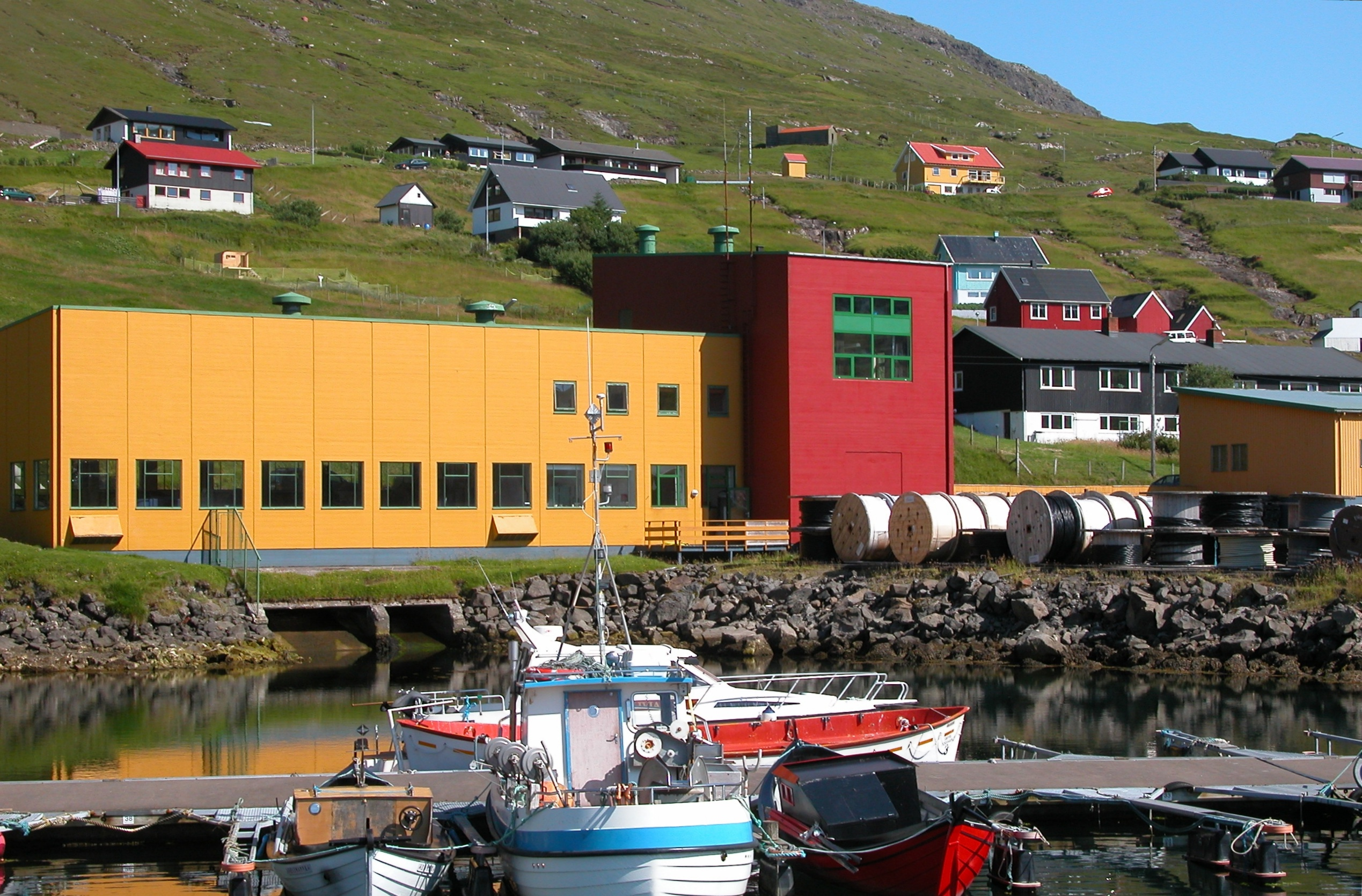
A vestmannai Fossáverkið vízerőmű

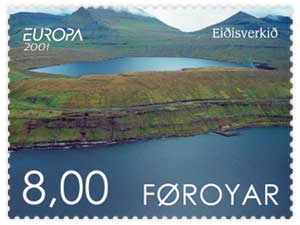
Az Eiðisvatn és az Eiðisverkið vízerőmű Eiðiben

### Előzmények
A SEV létrehozását megelőzően már 40 éven keresztül próbáltak a feröeriek különböző technológiákkal áramot előállítani. Az első kísérletek Ólavur á Heygum nevéhez fűződnek, aki 1907-től próbálta áramtermelésre felhasználni a vestmannai Fossá patak vizét. A projekt költségei azonban túl magasra szöktek, így kizárólag saját forrásaira támaszkodva nem tudta megvalósítani az elképzelést.
Az első vízerőművet Vágur község hozta létre 1921-ben Suðuroy nyugati részén, Botnurban. Ugyanebben az évben Tórshavn község üzembe állított egy dízelgenerátort. 1931-ben Klaksvík község vízerőművet létesített Strondban. Ezt követően egy ideig nem építettek nagyobb erőműveket, de az egyes szigeteken az emberek és a cégek számos kisebb-nagyobb áramtermelő létesítményt hoztak létre saját szükségleteik ellátására, vízenergiára vagy dízelolajra alapozva.

### Alapítás
A társaságot 1946. október 1-jén hozták létre Tórshavnban. Az alapításkor 19 község volt jelen Streymoyról, Eysturoyról és Vágarról: Oyndarfjørður, Fuglafjørður, Leirvík, Gøta, Nes, Sundini, Eiði, Funningur, Haldarsvík, Saksun, Hvalvík, Vestmanna, Kaldbak, Tórshavni városkörnyék, Kirkjubøur, Sandavágur, Miðvágur, Sørvágur és Bøur község. Kvívík és Kollafjørður község saját erőművet kívánt építeni Leynarban, a Leynavatnnál, Tórshavn község pedig saját dízelerőművének bővítését választotta, bár abba beleegyezett, hogy amennyiben az árak csökkennek, hajlandó áramot vásárolni a SEV-től. Ezeken kívül még Sjóv község maradt távol az alapítástól.

## Tevékenységek
A SEV-nek 24 órás villamosenergia-ellátási kötelezettsége van Feröer minden lakója, társasága és szervezete felé. A villamosenergia-rendszer működtetése és az energiaellátás minősége a cég kizárólagos felelőssége. Ennek megfelelően Feröer erőműveinek túlnyomó részét a társaság üzemelteti, az áram fennmaradó kis hányadát pedig a P/F Røkt szélerőműveitől szerzi be.
Mivel Feröer elszigetelt szigetállam, a szomszédos országoktól való áramvásárlás lehetősége nem áll fenn. Ennek következtében a villamosenergia-termelés folyamatos elkötelezettséget jelent a SEV számára, hogy a megfelelő kapacitás a nap 24 órájában rendelkezésre álljon, a felmerülő technikai problémákat pedig gyorsan elhárítsák.
A profit jelentős részét az áramtermelő egységek és az elosztó hálózat fejlesztésére fordítják, hogy a növekvő keresletet ki tudják szolgálni.

## Szervezet
A társaságot egy igazgatótanács, illetve a napi működtetésért felelős menedzsment irányítja. Az igazgatótanács hét tagját négy énvente a községek választják meg a közgyűlésen. Minden régió, valamint Tórshavn község egy-egy tagot választhat.